# Uwe Altrock
Uwe Altrock (* 1965 in Memmingen) ist ein deutscher Stadtplaner. Er ist Herausgeber der Zeitschrift „Planungsrundschau“ und Mitherausgeber des „Jahrbuchs Stadterneuerung“.

## Leben
Altrock studierte zwischen 1984 und 1991 Mathematik und Stadt- und Regionalplanung an der TU Berlin. Nach Stationen als Mitarbeiter in Planungsbüros und einem Städtebaureferendariat (Große Staatsprüfung 1994) kam er als wissenschaftlicher Mitarbeiter an die TU Berlin zurück. Dort promovierte er 2001 mit einer Arbeit zum Thema „Büroflächenpolitik in Berlin 1981–1999 – Akteure, Ziele, Entscheidungen“.
2002 ging er als Vertretungsprofessor für Quartiersentwicklung an die TU Hamburg-Harburg. Es folgte eine Juniorprofessur für Urban Structures an der BTU Cottbus. Seit 2006 ist er Professor für Stadtumbau und Stadterneuerung an der Universität Kassel und besetzt ab April 2016 das Amt des Dekans am Fachbereich 06 Architektur, Stadtplanung, Landschaftsplanung.

## Forschungsschwerpunkte
Jüngere seiner Forschungsarbeiten beschäftigen sich mit Einzelthemen der Stadterneuerung und des Stadtumbaus wie Stadtidentität und Rekonstruktion, dem Governance-Ansatz in der lokalen Politikforschung oder auch der Evaluation und Weiterentwicklung der Städtebauförderung. Internationale Forschungsaufträge befassen sich u. a. mit dem Wiederaufbau New Orleans und mit der megaurbanen Region des Perlflussdeltas in der Volksrepublik China.